# Avdala
Avdala is een plaats in de gemeente Örebro in het landschap Närke en de provincie Örebro län in Zweden. De plaats heeft 81 inwoners (2005) en een oppervlakte van 20 hectare.